# Année scolaire
L'année scolaire délimite le début et la fin des leçons, échelonnées sur une année, de la plupart des écoliers. La période de l'année scolaire peut varier d'une institution d'enseignement à l'autre.
Dans l'hémisphère nord, elle commence généralement du début du mois de septembre jusqu'au mois de juin, mais certains pays d'Asie la font commencer en avril.
Dans l'hémisphère sud, elle commence plus souvent en janvier / février.

## En Belgique
Depuis la rentrée 2022, en Belgique francophone (Fédération Wallonie-Bruxelles), l'année scolaire s'étend de la dernière semaine du mois d'aout à la première semaine du mois de juillet. Les périodes inégales de cours, six à huit semaines, succèdent aux périodes de congé de deux semaines (automne/Toussaint - hivers/Noël - détente/Carnaval - printemps/Pâques). Le principal paradoxe de la réforme est de parfois décaler fortement la fête religieuse ou traditionnelle originelle des périodes de congé (en 2024 : le mardis gras tombe le 13 février et les congés débutent le 26 ; Pâques tombe le 1er avril et les congés commencent le 29). Généralement, l'année scolaire utile s'étend jusqu'au début juin suivie d'une période d'examens, de délibérations (journées de congés pour les élèves durant lesquelles les professeurs se réunissent et évaluent, par classe et par élève, les actions à prendre par exemple à la suite des examens de fin d'année), de recours et autres activités administratives. 
La Belgique néerlandophone et germanophone continue à suivre un calendrier traditionnel (1er septembre - 30 juin) où l'année est très souvent divisée en trimestres. Le premier trimestre s'étend de septembre à décembre et prend fin avant les vacances du Noël et du Nouvel An. Le deuxième trimestre commence en janvier et se termine avant les vacances de Pâques, le troisième et dernier trimestre durant jusqu'en juin.
Le choix des vacances de Pâques comme frontière des 2e et 3e trimestres fait que ces deux derniers ont une longueur variable, étant donné que Pâques est une date mobile.

## En France
En France métropolitaine, l'année scolaire est composée de trente-six semaines de classe, et de seize semaines de vacances, dont les grandes vacances de huit semaines, et les vacances de Toussaint, Noël, hiver et Pâques, de deux semaines chacune. Un calendrier scolaire national est arrêté par le ministre chargé de l'éducation pour une période de trois années.
L'enseignement supérieur est plutôt organisé en semestre.

## Au Québec
L'année scolaire aux niveaux primaire et secondaire débute la dernière semaine du mois d'août et se termine la veille ou le vendredi précédant la Fête nationale du Québec du 24 juin. Elle compte 180 jours et prévoit des congés les jours fériés (Fête du Travail, Action de grâce, Noël et Jour de l'an, vendredi de Pâques et Journée nationale des patriotes) et des vacances scolaires (Noël et Jour de l'An, semaine de relâche en mars). Des congés mobiles sont prévus au calendrier pour les intempéries et imprévus (tempête de neige, froid extrême, panne d'électricité, etc.)
Au niveau CEGEP, l'année scolaire est plutôt découpée en deux sessions, celle d'automne de la mi-août aux fêtes de Noël, et celle d'hiver de janvier à la fin mai.

## Sources
- Alfred Binet, « La consommation du pain pendant une année scolaire », L'Année psychologique, vol. 4, no 1,‎ 1897, p. 337–355 (DOI 10.3406/psy.1897.2906, lire en ligne, consulté le 1er janvier 2024)
- Pascale Gaudreault, « Les variations dans le sommeil, la somnolence et la motivation chez les adolescents au cours de l'année scolaire : une comparaison des cheminements sport-études et régulier », thèse, Université du Québec en Outaouais,‎ avril 2022 (lire en ligne, consulté le 1er janvier 2024)
- Dominique Renauld, « L’état de grâce du premier mois de cours de l’année scolaire : une incidence du rapport au savoir ? », Cliopsy, vol. 2023/1, no 29,‎ 2023, p. 9 à 26 (lire en ligne)